# Ejército de los Andes
El Ejército de los Andes fue una fuerza militar de las Provincias Unidas del Río de la Plata —en la actualidad mayoritariamente Argentina—  por tropas argentinas y  tropas chilenas refugiadas en la ciudad de Mendoza, organizado y dirigido a partir de 1815 por el coronel mayor (general) José de San Martín, cuyo objetivo era consolidar la independencia de las Provincias Unidas, acabar con el Imperio español en Chile, restaurar su gobierno independentista y liberar el Virreinato del Perú, en el marco de la operación conjunta de los ejércitos patriotas durante las guerras de independencia hispanoamericanas.
El general San Martín conformó el ejército con 3 generales, 28 jefes, 207 oficiales, 15 empleados civiles, 3778 soldados de tropa (formado por una mayoría de soldados negros y mulatos, más de la mitad esclavos libertos, y por soldados chilenos, entre ellos los que emigraron a Mendoza después de la batalla de Rancagua), 1200 milicianos montados (para conducción de víveres y artillería), 120 barreteros de minas (para facilitar el tránsito por los pasos), 25 baquianos, 47 miembros de sanidad (para conformar el hospital de campaña), 16 piezas de artillería (10 cañones de 6 pulgadas, 2 obuses de 4 y 1/2 pulgadas y 4 piezas de montaña de 4 pulgadas), 1600 caballos extras (para caballería y artillería) y 9281 mulas (7359 de silla y 1.922 de carga). De estas tropas, eran chilenos entre 708 y 1200 hombres.
El hecho más memorable del Ejército de los Andes corresponde al Cruce de los Andes —iniciado el 6 de enero de 1817 desde Mendoza— que culminó con la victoria en la batalla de Chacabuco, el 12 de febrero de 1817.
El ejército se dividió principalmente en dos gruesas columnas, la primera comandada por el propio San Martín, atravesó la cordillera de los Andes por el paso de Los Patos y la segunda, comandada por el brigadier Juan Gregorio Las Heras, marchó por el paso de Uspallata conduciendo todo el parque y la artillería, cuyo transporte era imposible por el más escabroso paso de Los Patos. La gran dificultad del cruce de la cordillera de los Andes generó que solo 4300 del total de mulas y 510 del total de caballos lograran cruzar al otro lado de las montañas. Posteriormente, dio origen al Ejército Unido Libertador de Chile.

## El plan continental

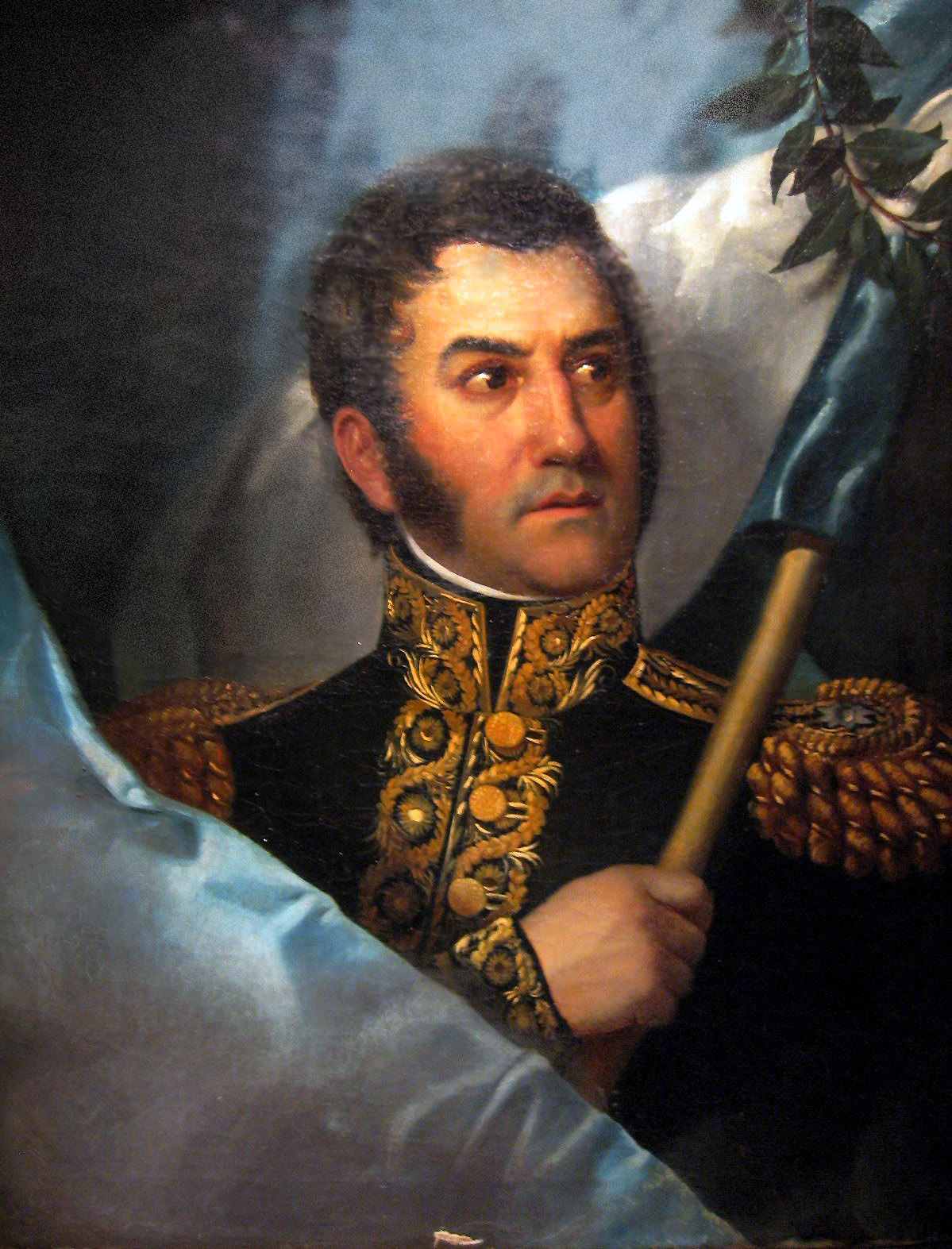
José de San Martín.

San Martín se dio cuenta de la imposibilidad de llegar a Lima, la capital del Virreinato del Perú que en ese momento era el centro del poder realista, por el camino del Alto Perú. Cada vez que un ejército realista descendía del altiplano hacia los valles de Salta era vencido; y cada vez que un ejército de las Provincias Unidas se aventuraba en el Alto Perú era derrotado completamente.
A partir de la Primera expedición auxiliadora al Alto Perú algunos jefes militares que integraron las campañas altoperuanas tales como Eustoquio Díaz Vélez, Tomás Guido y Enrique Paillardell comenzaron a advertir las dificultades que tendría el avance del Ejército del Norte a través de las provincias de arriba. 

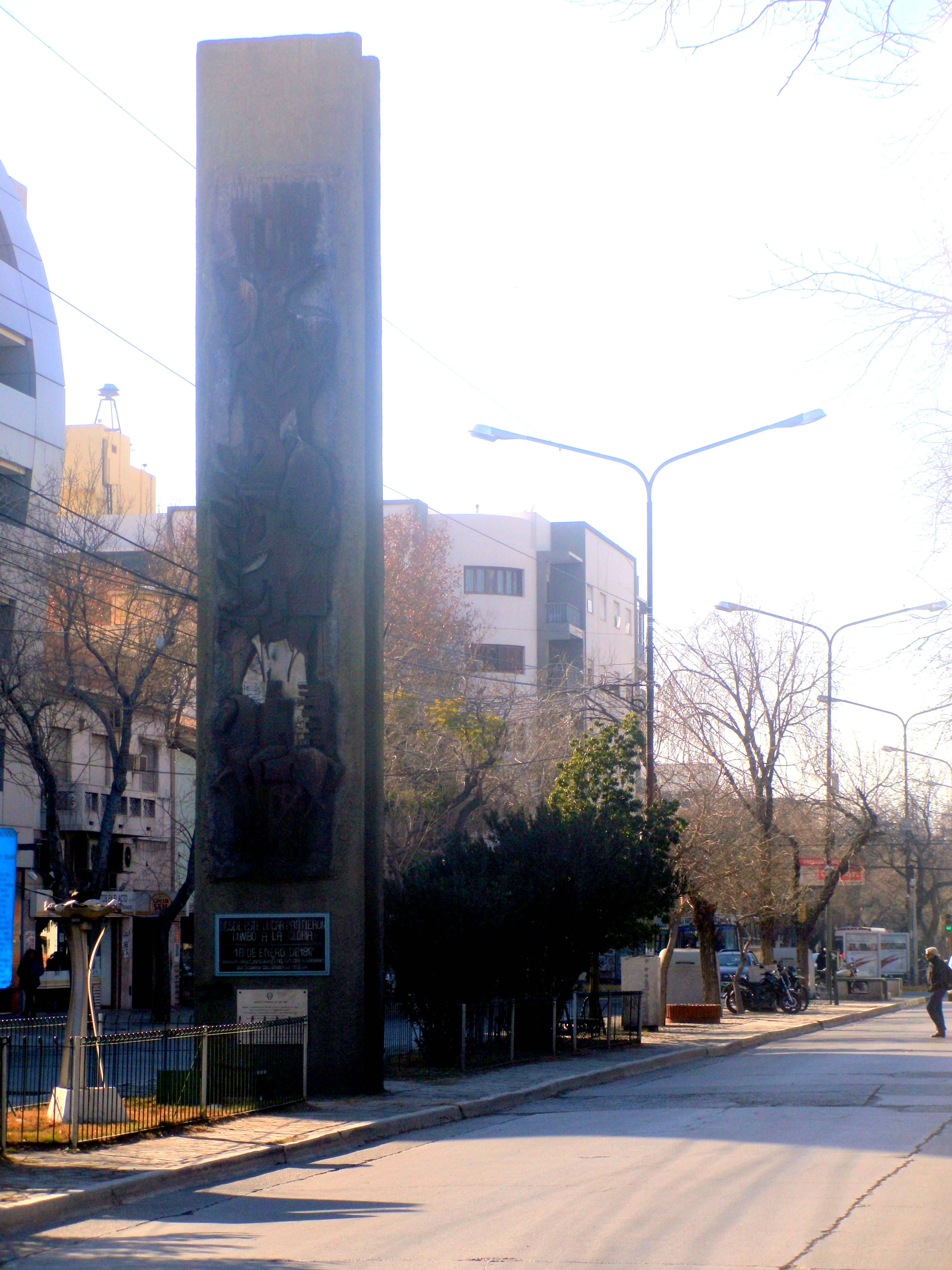
Punto de partida de una de las divisiones del Ejército que partió al cruce de la Cordillera. El mismo está inmortalizado en la avenida Del Libertador en San Juan.

Basándose en estos hechos y pensamientos, la habilidad estratégica militar de San Martín hizo que, innovara al respecto. Así comenzó a concebir su plan continental. 
Fue entonces que San Martín, posiblemente influenciado por el Plan de Maitland, pensó la posibilidad de poner en práctica la idea de cruzar la cordillera de los Andes y atacar Lima por el mar. Este plan de conquistar Perú por el océano Pacífico era lo que San Martín mismo llamaba "su secreto", compartido con algunos de sus amigos de la Logia Lautaro.
San Martín apreció conveniente la creación de dos teatros de operaciones: "Oeste" (territorio de Cuyo y Chile), y "Norte" (provincias de Tucumán, Salta y Jujuy).
El teatro de operaciones Oeste para:
- Concentrar un ejército reducido pero de gran cohesión y capacidad operacional.
- Cruzar la cordillera y reforzar a las fuerzas chilenas, que luego de luchar en Concepción, Talcahuano y Chillán, no habían logrado aún la definición de la campaña.
- Una vez consolidado el territorio chileno, mediante un envolvimiento anfibio, ocupar Lima (centro del poder político realista en América).

El teatro de operaciones "Norte" para:
- Aferrar inicialmente efectivos realistas, mediante la acción de las tropas de Martín Miguel de Güemes, previendo luego una acción ofensiva hacia el norte, en coordinación con la maniobra anfibia hacia Lima.

Para asegurar las fronteras del norte, San Martín confiaba en el éxito de los Infernales liderados por Güemes. Por medio de la llamada "guerra gaucha" el general Güemes había logrado rechazar las diferentes incursiones de tropas realistas que llegaban desde al Alto Perú.
En el mes de abril de 1814, una enfermedad impidió a San Martín pedir la autorización a la Asamblea General Constituyente para realizar su plan. Reposó en una hacienda próxima a Córdoba, dejando al brigadier Francisco Fernández de la Cruz dirigir las tropas del Ejército Auxiliar del Perú (o del Norte).
El 10 de agosto de 1814, el director supremo, Gervasio Antonio de Posadas, lo nombró gobernador intendente de la provincia de Cuyo. Desde ese cargo se dedicó a organizar el futuro Ejército de los Andes.

### Modificaciones al esquema básico
La derrota chilena en la batalla de Rancagua el 2 de octubre de 1814 introdujo a las dificultades ya existentes, la necesidad de recuperar la libertad para Chile. Esto llevó a San Martín a modificar el esquema inicial del Plan Continental, introduciendo nuevas exigencias tal como el aumento de los efectivos, una organización más detallada y por sobre todo una cuidadosa selección de la maniobra estratégica que permitiera llegar a los desemboques a través de la cordillera, obligando al enemigo a mantenerse disperso en un extenso frente, ante la constante incertidumbre del lugar exacto de invasión, y con ello facilitar el logro de la sorpresa como elemento multiplicador de la potencia necesaria para librar con éxito la batalla en el lugar elegido. Esta batalla debía permitir abrir cuanto antes el espacio de maniobra necesario para continuar hacia Lima.

## Emigrados chilenos
Luego de ocurrida la batalla de Rancagua, el Batallón de Auxiliares Argentinos al mando de Juan Gregorio de Las Heras retornó de Chile escoltando a unos 700 emigrados patriotas de ese país que cruzaron los Andes, quedando el cuerpo a las órdenes de San Martín. Según un parte de José Miguel Carrera del 22 de octubre de 1814, las fuerzas chilenas que se refugiaron en Mendoza a sus órdenes estaban distribuidas entre: 105 artilleros, 229 infantes (169 infantes de varios cuerpos y 60 infantes de la patria e ingénuos) y 374 soldados de caballería (164 de la Gran Guardia Nacional y 210 dragones al mando de Andrés Alcázar). La disensión interna hizo que en gran parte esas fuerzas se dispersaran y el 30 de octubre de 1814 San Martín las puso bajo sus órdenes y resolvió:

"Los dragones quedan reunidos á cargo del coronel don Andres del Alcázar: componen un escuadron, pero le sobran oficiales: los artilleros forman una compañía, al cuidado del teniente don Ramon Picarte: los infantes de la patria han sido incorporados al batallon de infantería que manda el teniente coronel don Juan Gregorio Las Heras: los ausiliares, injénuos, infantería de Concepcion, nacionales y granaderos, los he puesto á las órdenes del teniente coronel graduado, don Enrique Larenas, con orden de formar dos ó mas compañías de infantería bajo la planta de nuestros batallones."
Marcos Balcarce, encargado de disponer de las tropas chilenas emigradas

En un bando publicado por San Martín, se dispuso que:

Todo individuo emigrado de Chile se halla bajo la inmediata protección del Supremo Gobierno de estas provincias.

Todo dependiente del Ejército emigrado de Chile que quiera continuar sus servicios en el de estas provincias, se presentará al Comandante General de Armas.

Asimismo, todo aquel que no quiera servir, queda expedito desde la publicación de este bando para establecerse libremente en el territorio de estas provincias y ejercer tranquilamente sus oficios, pero estos deberán presentarse al muy ilustre Cabildo para recoger el competente seguro.

Los demás individuos emigrados pueden establecerse sin obstáculo en toda la comprensión de este Estado y el Supremo Director les ofrece una completa garantía tanto de sus bienes como de sus personas. (...)
Bando de San Martín

Unos 300 soldados chilenos seguidores de Carrera que no aceptaron incorporarse al Ejército Argentino fueron enviados a Buenos Aires, para ser incorporados al Ejército del Norte y al del Litoral, justificando San Martín al gobierno:

no quiero emplear á esos soldados que sirven mejor á su caudillo que á la Pátria.

Los que sí aceptaron incorporarse al Ejército Argentino fueron distribuidos entre las unidades y en el Estado Mayor. Entre estos últimos, hubo 19 oficiales, entre ellos Bernardo O'Higgins (con el grado y sueldo de brigadier de las Provincias Unidas del Río de la Plata, nombrado el 26 de febrero de 1816) y el sargento mayor Ramón Freire.
San Martín organizó en Mendoza los cuadros del futuro Ejército de Chile con oficiales emigrados, nombrando el 25 de abril de 1816 una comisión de seis emigrados que debía organizar los cuadros de los oficiales de un regimiento de infantería, un batallón de artillería y un regimiento de caballería para servir de núcleo del futuro ejército de ese país. San Martín se reservó el derecho a nombrar a los jefes superiores. Los que no se enrolaron en el Ejército Argentino, solo cruzaron la cordillera luego de la Batalla de Chacabuco.
Finalmente, ante el fracaso de la convocatoria fueron organizados los cuadros de las siguientes unidades, cuyos jefes fueron nombrados en junio de 1816:
- Regimiento de Infantería N.º 1 de Chile, al mando del coronel Juan de Dios Vial Santelices
- Compañía de Infantería de Línea de Emigrados de Chile, al mando del capitán Juan Manuel Astorga, de 6 oficiales y 38 soldados veteranos, según aparece en un parte de noviembre de 1816
- Batallón de Artillería de Chile, al mando del teniente coronel Joaquín Prieto
- Legión Patriótica del Sur, una partida volante de dragones a las órdenes del coronel de milicias de Aconcagua José María Portus.[18]

## La organización del ejército

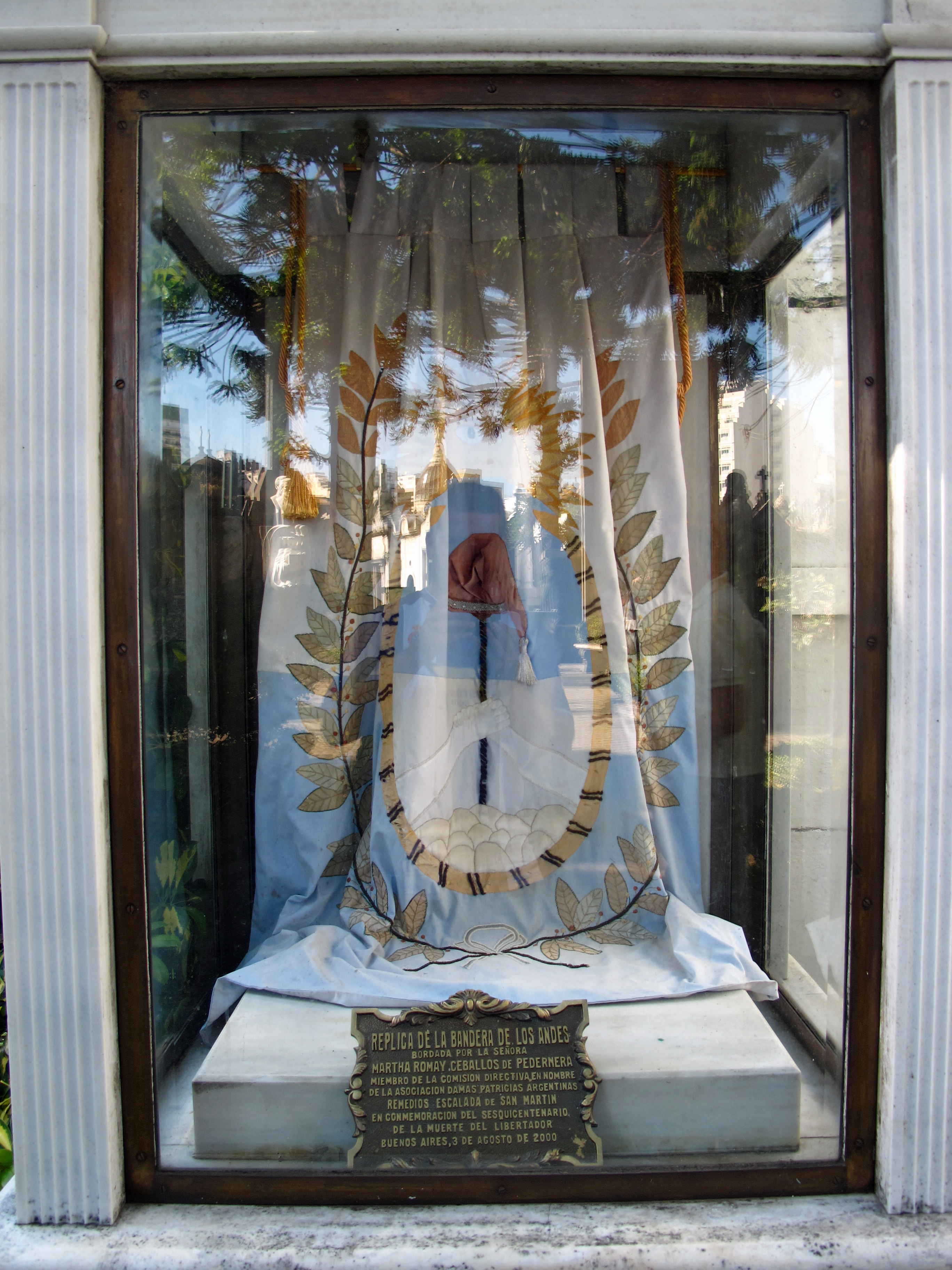
Réplica de la bandera del Ejército de los Andes situada en el cementerio de la Recoleta de Buenos Aires.

Definidas las líneas generales del plan de campaña, San Martín inició los trabajos para organizar el ejército con que habría de llevar a cabo la empresa, sobre la base de los dos únicos núcleos de tropas que existían en Mendoza:
- El Batallón de Auxiliares Argentinos –también llamados Auxiliares de Chile– al mando del coronel Juan Gregorio de Las Heras que había retornado a las Provincias Unidas en 1814 como respuesta al «Tratado de Lircay» –el batallón había sido enviado a Chile en 1813 con el fin de apoyar la revolución de los patriotas chilenos en el período conocido como «Patria Vieja». Contaba con unos 200 hombres.[19]

- Las milicias provinciales existentes en: Mendoza, San Juan y San Luis. De acuerdo a un parte de Marcos Balcarce de 1814, existían en Mendoza 958 milicianos, casi sin armamentos ni instrucción militar. Las milicias regladas eran la Compañía de Milicias de Artillería de Mendoza de 75 hombres; y el Regimiento de Voluntarios de Caballería de Mendoza, compuesto por 2 escuadrones en los suburbios del norte y del sur de la ciudad, también denominados Cívicos con un total de 600 hombres (en San Luis existía uno igual, denominado Regimiento de Voluntarios de Caballería de San Luis). Las milicias de Mendoza que se formaron luego de la Revolución de Mayo eran 2 batallones de infantería denominados Cívicos Blancos (133 hombres) y Cívicos Pardos (150 hombres).[20]

Las únicas fuerzas veteranas existentes eran los 20 o 30 blandengues del fuerte de San Carlos.
Al mismo tiempo que se organizaba el ejército se debía atender a la defensa inmediata del territorio, siempre amenazado desde Chile. Esta eventualidad obligó a San Martín a aumentar urgentemente los efectivos de los cuerpos mencionados y colocarlos en condiciones de afrontar las tareas de protección más indispensables, para lo cual implantó una especie de servicio militar obligatorio para la provincia de Cuyo.
El 8 de noviembre de 1814 el director supremo creó en Mendoza el Batallón n.° 11 de Infantería de línea sobre la base de los 180 Auxiliares Argentinos remanentes y a un escuadrón de caballería miliciano. El 23 de noviembre el teniente coronel Las Heras fue nombrado jefe del batallón.

(...) sirviendo a V. S. de base los auxiliares que vengan de Chile, forme un batallón de infantería de línea.

A mediados de diciembre de 1814 llegaron a Mendoza remitidos desde Buenos Aires 240 hombres de 2 compañías del Batallón n.° 8 de Infantería (de Castas) al mando del capitán Bonifacio García, junto con un piquete de 50 artilleros del Regimiento de Artillería de la Patria con 4 cañones al mando del capitán Pedro Regalado de la Plaza, que transportaba también municiones, armamentos y correajes. Los infantes fueron despachados desde Buenos Aires el 30 de noviembre ante el peligro de una sublevación de los emigrados chilenos partidarios de Carrera, los artilleros salieron el 17 de noviembre.
El 10 de enero de 1815 San Martín fue ascendido a coronel mayor de los Ejércitos Nacionales, mientras que fueron ascendidos a coronel: Miguel Estanislao Soler, Francisco Antonio Ortiz de Ocampo y Juan Florencio Terrada.
San Martín, en su calidad de gobernador de Cuyo, aplicó una serie de procedimientos expeditivos para llevar el ejército al pie orgánico exigido por la magnitud de la empresa a realizar y en los que fue auxiliado por el gobierno de Buenos Aires.
En febrero de 1815 fueron remitidas nuevas dotaciones de artillería y llegaron a Mendoza desde San Juan 134 reclutas al mando del teniente Juan José Cano.
Con la ayuda del capital aportado por 4 vecinos de Mendoza, San Martín creó una compañía de caballería denominada Gauchos de la Invención. De residentes británicos obtuvo dinero para formar una compañía reglada de infantes.
El 14 de agosto de 1815 San Martín dispuso que los hombres de entre 16 y 50 que no se presentaran voluntariamente al ejército, serían sorteados, logrando reclutar 400 soldados, a la vez que ordenaba una leva de vagos. El 13 de septiembre de 1815 acordó con el Cabildo de Mendoza no realizar el sorteo a cambio de un contingente de 200 hombres de la ciudad y 160 voluntarios.
El 3 de septiembre de 1815 llegaron a Mendoza enviados por el director supremo Ignacio Álvarez Thomas los escuadrones 3 y 4 del Regimiento de Granaderos a Caballo a las órdenes del coronel José Matías Zapiola, reducidos a la mitad. Habían realizado la campaña de la Banda Oriental y llegaron a solicitud de San Martín por el peligro inminente de una invasión realista a Cuyo, alojándose en el convento de los dominicos. Los escuadrones fueron completados con soldados gauchos de San Luis. El 1 de agosto de 1815 partieron de Buenos Aires 3 oficiales de artillería llevando 4 cañones y dos obuses, con su correspondiente piquete de artilleros y municiones. En octubre y noviembre recibió San Martín 12 quintales de pólvora, 200 fusiles y 300 fornituras conducidos gratuitamente por carreros cuyanos.
En octubre de 1815 fueron completadas las 6 compañías del Batallón n.° 11: una de granaderos, 4 de fusileros (1.°, 2.°, 3.° y 4.°) y una de cazadores.
El 4 de diciembre de 1815 fue emitido un estado de fuerzas de la provincia, existiendo 1939 soldados de infantería y de artillería, 3733 de caballería, 215 jefes y oficiales, totalizando 5887. Las unidades veteranas (o de línea) eran: una compañía de artillería en Mendoza con 143 plazas; 2 compañías del Batallón n.° 8 con 300; Batallón n.° 11 con 655; dos escuadrones de granaderos a caballo con 415; Blandengues de la frontera con 30, totalizando 1540 soldados. Las milicias eran: Artillería Cívica de Mendoza, Artillería Cívica de San Juan, Cazadores Ingleses, Caballería de Milicias de San Luis, San Juan y Mendoza con 12 escuadrones. Las piezas de artillería eran: 4 culebrinas de bronce de a 4, 4 cañones volantes de a 4, 2 obuses de 6 pulgadas, 4 piezas de a 4 de montaña, 2 piezas de a 4 de hierro: totalizando 17 piezas de artillería.
El 13 de enero de 1816 el Batallón n.° 11 de Infantería fue elevado a regimiento con el mismo número y siendo su jefe el coronel Las Heras. San Martín envió a San Juan al teniente coronel Juan Manuel Cabot como teniente de gobernador, con orden de reclutar soldados para el segundo batallón de n.° 11. El 21 de junio de 1816 el director supremo Juan Martín de Pueyrredón dispuso la división del regimiento en dos cuerpos, manteniendo uno el nombre de Regimiento n.° 11 de Infantería y el otro, organizado en San Juan, fue denominado Batallón n.° 1 de Cazadores, siendo su jefe el teniente coronel Rudecindo Alvarado.
En total San Juan aportó con alrededor de 2500 hombres al ejército patriota, tantos que en la jurisdicción se despobló de hombres adultos casi por completo.
En abril de 1816 llegaron también los escuadrones 1 y 2 de Granaderos a Caballo provenientes del Ejército del Norte, junto con 100 reclutas de La Rioja.
En agosto de 1816, San Martín envió una carta al gobernador de San Juan, solicitando que liberara a prisioneros que se encontraban en Carmen de Patagones y en las islas Malvinas (Puerto Soledad) para que se sumaran al Ejército. Esta es una prueba usada por el gobierno argentino en la cuestión de las islas Malvinas.
El 15 de septiembre de 1816 el gobierno nombró a Soler cuartel maestre y brigadier mayor del Ejército de los Andes.
El Escuadrón n.° 5 de Granaderos a Caballo fue creado en Cuyo a las órdenes del comandante Mariano Necochea y transformado en el Escuadrón Cazadores de la Escolta del General en Jefe.
El 24 de enero de 1817, cuando el ejército ya estaba en marcha, el coronel Hilarión de la Quintana llegó de Buenos Aires con pliegos para San Martín, y este lo invitó a sumarse a la expedición, integrándose al estado mayor.

### Soldados negros de castas y esclavos libres
Sólo nos puede salvar el poner a todo esclavo sobre las armas.
José de San Martín, 12 de mayo de 1816.

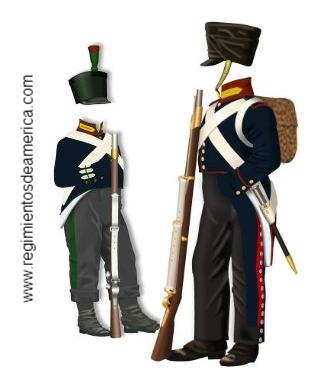
Uniformes de fusilero y cazador del Regimiento 7 de Infantería de los Andes.

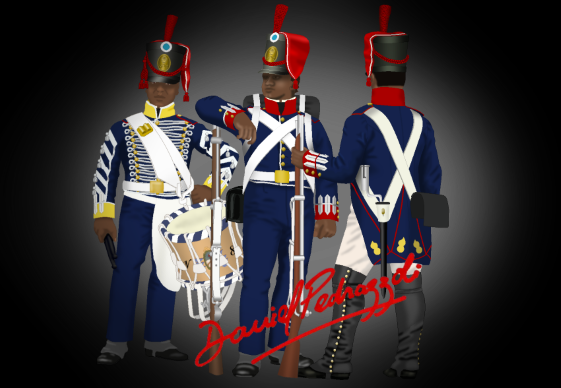

El número de soldados negros en el ejército de San Martín era numeroso y se agruparon formando la mayoría de soldados de los regimientos denominados números 7, 8 y 11 de infantería los Andes, pero en dichos regimientos la totalidad de los oficiales y suboficiales debían ser blancos según las leyes argentinas, aunque San Martín pretendía cambiar las normas para que al menos los soldados negros alcanzaran los grados de cabos y sargentos. Sin embargo tradicionalmente el ejército colonial español disponía de batallones de negros divididos en castas de esclavos y libres, y San Martín creyó más difícil aún reunir gentes de color y blancos combatiendo como tropa en la misma unidad. Posteriormente ambas agrupaciones números 7 y 8 se refundirán en el Perú en el regimiento negro del Río de la Plata. El número 4 de Chile, inicialmente de blancos criollos, se convertirá también por su recluta de esclavos del Perú en un regimiento negro. De manera que el origen de la recluta de gente de color era geográficamente diverso, y se componía de esclavos o libertos negros (ya se trate de africanos o de negros criollos), y además de castas libres, llamados en la colonia pardos y morenos.
En 1816 se incorporó al ejército una parte del Regimiento N.° 7 de Infantería bajo el mando del teniente coronel Pedro Conde, con 600 negros. En diciembre de ese año San Martín dispuso la división del regimiento en dos batallones independientes: el Batallón N.° 8 de Infantería y el Batallón N.° 7 de Infantería, al mando de los teniente coroneles Ambrosio Crámer y Pedro Conde, respectivamente. Se acordó con los propietarios cuyanos que dos tercios de los esclavos fueran incorporados al ejército, reclutándose 710 en Cuyo. Así, aunque arribó un contingente con el número 8 de Buenos Aires, la mayor parte de su tropa fueron reclutados en las provincias. Sin embargo el ejército se nutría principalmente de esclavos (que Lynch estima en una cifra de 1554 esclavos). La edad para el reclutamiento de esclavos inicialmente impuesta entre 16 y 35 años, se amplió entre los 14 y los 55 años.
Según la doctrina militar de San Martín, los soldados de color servirían mejor en la rama de infantería de entre las tres armas del ejército de los Andes, de hecho terminarán representando las 2/3 partes de su número, estimándose entre 2000 y 3000 los libertos argentinos que cruzaron los Andes hacia Chile en 1817 con San Martín. De aquellos 2500 soldados negros que iniciaron el cruce de Los Andes únicamente fueron repatriados con vida 143.

## Constitución formal del Ejército de los Andes
- Wikisource contiene obras originales de o sobre Ejército de los Andes.

El 1 de agosto de 1816 el primer director supremo del nuevo estado independiente surgido el 9 de julio, Juan Martín de Pueyrredón, decretó que el nombre de la fuerza fuera "Ejército de los Andes", designando oficialmente a San Martín como su "general en jefe".
El 5 de septiembre fue organizado un estado mayor en campaña, siendo nombrado como jefe del mismo, como cuartel maestre y mayor general del ejército de los Andes, el brigadier Soler.
El 24 de septiembre de 1816, en virtud de que San Martín se concentrara únicamente en la organización del nuevo ejército, el Congreso otorgó el mando político de Cuyo al coronel Toribio de Luzuriaga. El 30 de septiembre de 1816 el ejército se instaló en el Campamento del Plumerillo en las cercanías de Mendoza.
En virtud del fin de su cargo político en Cuyo y en pos de su nombramiento oficial al frente del nuevo ejército, San Martín era ahora una autoridad puramente militar y por ende subordinada en algunos casos a la autoridad de la provincia en lo civil. Habiéndose percatado el Congreso de la necesidad de darle a San Martín facultades políticas que facilitaran su gestión al frente del ejército, se lo nombró "capitán general de provincia" el 3 de octubre de 1816. Tal cargo le confería el poder político necesario -además de las facultades militares- para no estar subordinado a ninguna autoridad provinciales más que la del gobierno central.
En enero de 1817 la fuerza logró su conformación final con 3 generales, 28 jefes, 207 oficiales, 3778 soldados de tropa, 1392 auxiliares y 15 empleados civiles (5423 hombres en total). A su vez contabilizó 16 piezas de artillería (10 cañones de 6 pulg., 2 obuses de 4 y 1/2 pulg. y 4 piezas de montaña de 4 pulg.), 1600 caballos extras (para caballería y artillería) y 9281 mulas (7359 de silla y 1922 de carga).

### Cuartel general
El cuartel general estaba conformado por 2 generales, 6 jefes y 5 oficiales.
| Cuartel General      | Generales | Jefes | Oficiales | Total |
| -------------------- | --------- | ----- | --------- | ----- |
| General en jefe      | 1         |       |           | 1     |
| General de división  | 1         |       |           | 1     |
| Secretarios          |           | 1     | 1         | 2     |
| Edecanes y ayudantes |           | 3     | 4         | 7     |
| Funcionarios         |           | 2     |           | 2     |
| Total                | 2         | 6     | 5         | 13    |

- General en jefe:
  - Capitán general José de San Martín.
- Comandante del cuartel general:
  - Brigadier Bernardo O'Higgins.
- Secretario de guerra:
  - Teniente coronel José Ignacio Zenteno.
- Secretario particular de general en jefe:
  - Capitán Salvador Iglesias.
- Auditor de guerra:
  - Bernardo de Vera y Pintado.
- Capellán general castrense:
  - José Lorenzo Güiraldes.
- Edecanes del general en jefe:
  - Coronel Hilarión de la Quintana.
  - Teniente coronel James Paroissien.
  - Sargento mayor José Antonio Álvarez Condarco.
- Ayudantes del general en jefe:
  - Capitán John Thomond O'Brien.
  - Capitán graduado de sargento mayor Manuel Acosta.
- Ayudantes del general de división:
  - Capitán José María de la Cruz Prieto.
  - Ayudante Domingo Urrutia.[35]

### Estado mayor
El estado mayor estaba conformado por 1 general, 8 jefes, 7 oficiales y 15 empleados civiles.
| Estado mayor                    | Generales | Jefes | Oficiales | Empleados | Total |
| ------------------------------- | --------- | ----- | --------- | --------- | ----- |
| Cuartel maestre y mayor general | 1         |       |           |           | 1     |
| Ayudantes                       |           | 2     | 6         |           | 8     |
| Civiles                         |           | 2     |           | 15        | 17    |
| Agregados                       |           | 4     | 1         |           | 5     |
| Total                           | 1         | 8     | 7         | 15        | 31    |

- Jefe del Estado Mayor y mayor general
  - Brigadier Miguel Estanislao Soler

- Segundo jefe del estado mayor
  - Coronel Antonio Luis Beruti

- 1.º ayudante
  - Sargento mayor de ingenieros Antonio Arcos

- 2.º ayudante
  - Capitán José María Aguirre

- 3.º ayudante
  - Teniente Vicente Ramos

- Oficiales ordenanzas
  - Teniente Manuel Saavedra
  - Alférez Francisco Meneses
  - Alférez Manuel Mariño
  - Alférez Félix Antonio Novoa

- Comisario general de guerra
  - Juan Gregorio Lemos

- Oficial 1.º de comisaría
  - Valeriano García

- Proveedor general
  - Domingo Pérez

- Agregados al Estado Mayor
  - Teniente coronel Anacleto Martínez
  - Teniente coronel Ramón Freire
  - Capitán graduado de teniente coronel José Samaniego
  - Sargento mayor Enrique Martínez
  - Sargento mayor Lucio Norberto Mansilla

- Cuerpo médico
  - Cirujano de 1.º clase Dr. Juan Isidro Zapata
  - Teniente ayudante Ángel Candia
  - Subteniente practicante Fr. Antonio de San Alberto
  - Subteniente practicante José Manuel Molina
  - Subteniente practicante Rodrigo Sosa
  - Subteniente practicante Juan Brisefio
  - Subteniente practicante José Gómez
  - Subteniente practicante Juan Manuel Porro
  - Subteniente practicante Fr. José María de Jesús
  - Subteniente practicante Fr. Agustín de la Torre
  - Subteniente practicante Fr. Pedro del Carmen
  - Subteniente practicante Fr. Toribio Luque
  - Subteniente practicante José María Mendoza
  - Subteniente practicante José Blas Tello[35]

### Cuerpo militar
El cuerpo militar estaba conformado por 14 jefes, 195 oficiales y 3778 soldados de tropa distribuidos en 6 unidades:

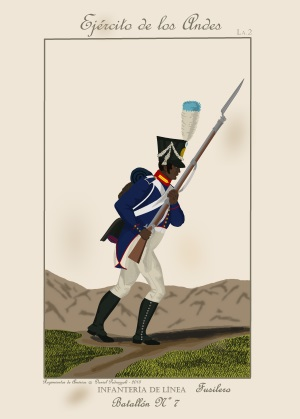
Fusilero del Batallón 7 de Infantería.

| Unidad                                                   | Jefes | Oficiales | Tropas | Total |
| -------------------------------------------------------- | ----- | --------- | ------ | ----- |
| Batallón N.° 3 del Regimiento de Artillería de la Patria | 1     | 16        | 241    | 258   |
| Batallón N.° 1 de Cazadores de los Andes                 | 2     | 32        | 560    | 594   |
| Batallón N.° 7 de Infantería                             | 2     | 31        | 769    | 802   |
| Batallón N.° 8 de Infantería                             | 2     | 29        | 783    | 814   |
| Batallón N.° 11 de Infantería                            | 3     | 32        | 683    | 718   |
| Regimiento de Granaderos a Caballo                       | 4     | 55        | 742    | 801   |
| Total                                                    | 14    | 195       | 3778   | 3987  |

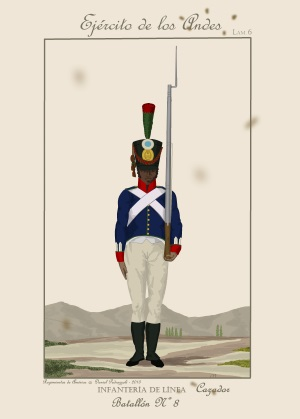
Cazador del Batallón 8 de Infantería.

- Infantería (9 jefes, 124 oficiales y 2468 soldados):
  - Batallón N.° 8 de Infantería, al mando del teniente coronel Ambrosio Crámer, siendo el sargento mayor Joaquín Nazar. El batallón estaba compuesto por: plana mayor, banda de música y las compañías: granaderos y 1°, 2°, 3°, 4° de cazadores.[37]
  - Batallón N.° 11 de Infantería, al mando del coronel Juan Gregorio de las Heras, siendo el sargento mayor Ramón Guerrero. Capitanes: Fernando Rosas, Juan José Torres, Nicolás Arriola; ayudantes mayores: Manuel Gregorio Quiroga, Nicolás Medina; abanderado Carlos Formas; tenientes primeros: José Dolores Suso, Pedro López, Alejandro Soluaga, Tadeo Corvalán.[38]
  - Batallón N.° 1 de Cazadores de los Andes, al mando del teniente coronel Rudecindo Alvarado, siendo sargento mayor Severo García de Sequeira.
  - Batallón N.° 7 de Infantería, al mando del teniente coronel Pedro Conde, siendo sargento mayor Cirilo Correa (hasta noviembre de 1816 lo habían sido Rodríguez y Enrique Martínez respectivamente).

- Artillería (1 jefe, 16 oficiales y 241 soldados):
  - Batallón N.° 3 del Regimiento de Artillería de la Patria, al mando del sargento mayor teniente coronel Pedro Regalado de la Plaza. Contaba con 10 cañones de 6 pulgadas, 2 obuses de 4 y 1/2 pulgadas, 4 piezas de montaña de 4 pulgadas y 2.000 tiros de cañón.

- Caballería (4 jefes, 55 oficiales y 742 soldados):
  - Regimiento de Granaderos a Caballo, al mando del coronel José Matias Zapiola, siendo los comandantes de los escuadrones José Melián y Mariano Necochea, y sargento mayor Manuel Medina.[39]

### Cuerpo auxiliar
El cuerpo auxiliar del ejército totalizó 1392 hombres y su conformación fue la siguiente:
- Escuadrones de milicianos (1200 hombres)
- Cuerpo de barreneros de minas (120 hombres)
- Destacamento de baqueanos (25 hombres)
- Sanidad (47 hombres)

El 5 de enero de 1817 San Martín dispuso la jura a la Virgen del Carmen, nombrada generala y patrona del Ejército de los Andes, y a la bandera homónima, proclamando a las tropas:

"¡Soldados! Esta es la primera bandera independiente que se bendice en América.

¡Soldados! ¿Jurad sostenerla muriendo en su defensa como yo lo juro?"

En el mismo acto le entregó el bastón de mando e hizo bendecir la bandera del ejército, con banda y una salva de cañones, ante los soldados y el pueblo de Mendoza.
- Wikisource contiene obras originales de o sobre Ejército de los Andes.

## Cruce de los Andes

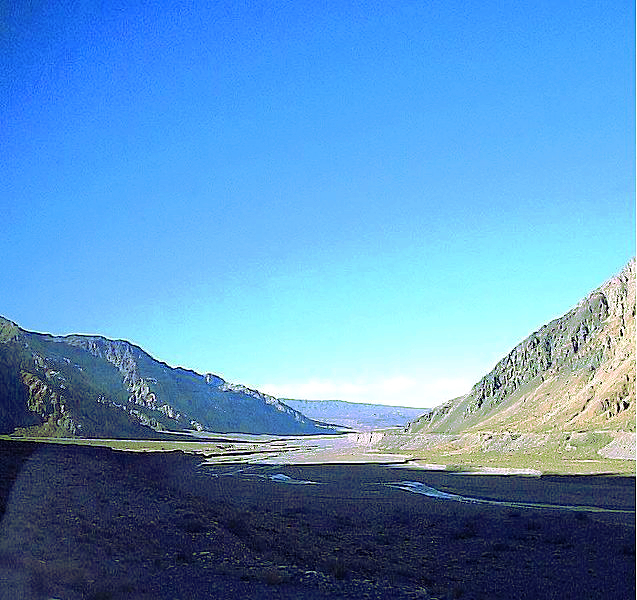
Paso de Uspallata, por el cual la segunda columna del Ejército de los Andes cruzó la cordillera hacia Chile.

San Martín diseñó un plan de invasión: el territorio chileno debía invadirse por los caminos más cortos y con dos columnas principales debían librar la batalla decisiva a las puertas de la capital de Chile, Santiago. Simultáneamente, para obligar al gobernador de la Capitanía General de Chile, Casimiro Marcó del Pont, a que dividiera sus fuerzas, cuatro destacamentos secundarios invadirían el territorio chileno. Este avance múltiple más los rumores que hizo circular San Martín conocidos como "guerra de Zapa," desconcertaron a Marcó del Pont sobre cual sería el lugar por donde atacaría -y cuantos hombres tendría- el Ejército de los Andes. El 6 de enero de 1817 el ejército se puso en marcha desde el Campamento del Plumerillo.
Con el objetivo de dividir a las tropas enemigas, San Martín ordenó primero el avance de parte de las tropas por los pasos de Come-Caballos, Guana, Portillo y Planchón. Estos no eran los pasos elegidos para las columnas principales, sino que los dos primeros se hallaban al norte y los últimos al sur de los realmente seleccionados, que eran los que ya habían sido analizados por José Antonio Álvarez Condarco, o sea, los pasos de Uspallata y Los Patos.

### Columnas secundarias
- Columna de Cabot (12 de enero de 1817)

La columna del teniente coronel Juan Manuel Cabot salió de San Juan el 12 de enero de 1817 y tuvo por objetivo tomar La Serena y el puerto de Coquimbo.
- Columna de Freire (14 de enero de 1817)

Finalmente, por el paso del Planchón pasó la fuerza del teniente coronel chileno Ramón Freire, quien partió el 14 de enero de 1817 desde Mendoza, siguió por el camino de Luján, San Carlos y San Rafael, llegando el 1 de febrero al paso del Planchón por el que franqueó la cordillera. Su objetivo consistió en tomar las ciudades de Talca y Curicó, a unos 200 kilómetros de Santiago de Chile.
- Columna de Zelada (15 de enero de 1817)

Por el extremo norte, el ejército de Belgrano cooperó con un contingente dirigido por el teniente coronel Francisco Zelada, siendo su segundo el capitán Nicolás Dávila. El 5 de enero salieron de Guandacol, desde donde pasaron a la Laguna Brava, efectuando la travesía de la cordillera principal por el paso de Come-Caballos y bajaron directamente sobre Copiapó, ciudad que fue ocupada sin lucha el 13 de febrero de 1817.
- Columna de Lemos (19 de enero de 1817)

El destacamento del capitán José León Lemos fue el último en partir y el más pequeño, solo lo integraron 25 soldados del cuerpo de blandengues y 30 milicianos del sur de la provincia de Mendoza. Su misión consistió en cruzar a Chile y sorprender a la guardia del fuerte de San Gabriel; este ataque haría pensar que el grueso de la ofensiva podría llegar por allí y que el destacamento de Lemos sería solo la vanguardia de un ejército mayor.

### Columnas principales
A partir del 17 de enero de 1817, inició el Ejército de los Andes el avance de sus columnas principales por los pasos de Los Patos y Uspallata. Por el primero iban las fuerzas de Soler, O´Higgins y San Martín, en ese orden y a prudente distancia.
- Columna de San Martín (17 de enero de 1817)

El grueso del ejército al mando del general San Martín tomó la ruta llamada corrientemente paso de Los Patos. El cuerpo estaba formado por la vanguardia al mando del brigadier mayor Miguel Estanislao Soler, el centro al mando del brigadier Bernardo O'Higgins, la escolta de granaderos al mando del alférez Mariano Necochea y la retaguardia al mando del teniente coronel Pedro Regalado de la Plaza, que conducía la maestranza del ejército. Esta columna tropezó con las mayores dificultades, pues fue preciso escalar cuatro cordilleras. Soler que iba adelante logró las victorias de Achupallas (4 de febrero de 1817) y Las Coimas (7 de febrero de 1817). Al día siguiente ingresaron en San Felipe.
- Columna de Las Heras (18 de enero de 1817)

El avance por el paso de Uspallata y el valle del río Mendoza, se inició el 18 de enero de 1817, conduciendo todo el parque y la artillería, cuyo transporte era imposible por el más escabroso paso de Los Patos. Otra columna, partió el 19 de enero de 1817 al mando del capitán fray Luis Beltrán al frente de la maestranza y el parque que portaba los pertrechos de guerra, subió por la quebrada del Toro y se dirigió hacia Uspallata, a través de Paramillos de Uspallata para reunirse con la columna principal del general Las Heras. A cargo de los 800 hombres, se hallaba el brigadier Juan Gregorio de Las Heras. Tras vencer en los combates de Picheuta, Potrerillos y Guardia Vieja, pudieron ingresar en Santa Rosa de los Andes, el día 8 de febrero de 1817. En la misma fecha, la reunión con la división principal que el día anterior había salido victoriosa en la acción de Las Coimas.

## Campaña del ejército en Argentina-Chile
- Combate de Picheuta (24 de enero de 1817)

Este fue el primer encuentro entre fracciones del destacamento de exploración realista que al mando del mayor Marqueli se dirigían por el camino de Juncal a Uspallata y efectivos de vanguardia de la columna patriota al mando del brigadier Las Heras. Luego del enfrentamiento, los realistas retroceden a Potrerillos donde estaba la masa del destacamento.
- Combate de los Potrerillos (25 de enero de 1817)

En la posición de Potrerillos, se encontraban efectivos del destacamento realista a órdenes del mayor Marqueli. El brigadier Las Heras envía al mayor Martínez con 83 infantes y 30 granaderos a caballo. Martínez ataca procurando un aferramiento y doble envolvimiento que fracasa por la inferioridad de los efectivos patriotas, la fortaleza de la posición enemiga y la amenaza de una fracción realista que se desplazaba contra el flanco patriota. De todas formas, el ímpetu del ataque recibido y la imposibilidad de mantener largo tiempo la posición, obliga a los realistas a replegarse, quedando libre el camino para Las Heras, quien queda en condiciones de tomar contacto con la columna principal.
- Combate de Guardia Vieja (4 de febrero de 1817)

Continuando su misión de vanguardia, 150 infantes y 30 granaderos a caballo a órdenes del mayor Martínez, atacan una posición realista a orillas del río Juncal. Los patriotas ejecutan un aferramiento frontal con efectivos menores y un amplio envolvimiento con la masa accionando sobre el flanco sur de la posición enemiga que cae rápidamente.
- Combate de Achupallas (4 de febrero de 1817)

Desde el campo de los Piuquenes, Soler adelantó una vanguardia al mando del mayor Arcos, para ocupar la zona de Las Achupallas, a fin de facilitar el pasaje del grueso de las tropas. Los realistas habían ocupado las alturas comprendidas entre el cerro de Las Puntillas y el caserío de Las Achupallas, con la intención de envolver a las fuerzas patriotas por los flancos. Ante tal situación, el mayor Arcos ocupa una posición defensiva con parte de sus efectivos y mantiene a retaguardia una importante reserva de caballería. Producido el ataque realista, el mayor Arcos ordena un violento contraataque que concluye exitosamente obligando la retirada realista.
- Combate de Las Coimas (7 de febrero de 1817)

Soler adelanta a Mariano Necochea, con 140 granaderos a caballo, en misión de exploración hacia la zona de San Felipe. Al llegar a Las Coimas, Necochea comprueba la presencia de efectivos realistas aproximados a 700 hombres ocupando una fuerte posición al Este del río Putaendo. Sin esperar la llegada de refuerzos, Necochea decide atacar para lo cual divide sus fuerzas en tres fracciones. Mientras mantiene oculta una de ellas, con las otras dos simula un ataque seguido de una retirada. Tal como lo esperaba, la caballería realista se lanza en persecución, siendo entonces contraatacada simultáneamente y desde tres direcciones por los efectivos patriotas que logran la victoria en inferioridad numérica.
- Batalla de Chacabuco (12 de febrero de 1817)

- Combate de Curapalihue (5 de abril de 1817)

Los realistas buscan la sorpresa y en la madrugada del 5 de abril atacan la posición patriota con efectivos aproximados de 700 hombres. El ataque realista, aunque bien conducido, no tiene éxito ya que las avanzadas patriotas alertan y dan el tiempo y espacio necesario al grueso de los efectivos que ocupan la defensa. Los realistas son rechazados, Las Heras ocupa Concepción y ante la noticia que Ordóñez recibía 1600 hombres de refuerzo desde Talcahuano, solicita a O'Higgins refuerzos.
- Batalla del Cerro Gavilán (5 de mayo de 1817)

1. Patriotas: Las Heras ordenan ocupar una posición defensiva en las alturas próximas a Cerro Gavilán y Cerro Caracol.
2. Realistas: Resuelven atacar antes que los patriotas reciban refuerzos.

- - Plan realista: Atacar la posición Gavilán con dos columnas, una a órdenes de Morgado por el Oeste con 600 hombres y dos piezas de artillería Otra, a órdenes de Ordóñez por el Este con 800 hombres y tres piezas de artillería. Ambas columnas debían accionar sobre los flancos del dispositivo, coordinando su acción con un ataque a llevar a cabo por efectivos desembarcados en el río Bío-Bío sobre la retaguardia patriota. Además, emplear efectivos de caballería sobre el río Andalien para evitar una probable retirada patriota.

- - Breve síntesis de las operaciones: A las 6.45 los realistas inician el bombardeo sobre Concepción, empleando nueve lanchones desde el río Bío-Bío, la columna de Ordóñez inicia el ataque al flanco izquierdo de la posición patriota, pero ante esta situación, un batallón patriota reforzado con caballería y artillería, efectúa un cambio de frente y rechazando el ataque, obliga a Ordóñez a replegarse (2.º momento). La columna Morgado que llega casi media hora después de iniciado el combate por Ordóñez se ve contraatacada por efectivos patriotas reforzados por dos compañías que O'Higgins había adelantado. Morgado es obligado a replegarse, perdiendo su artillería. Los realistas que intentan desembarcar en Concepción son también rechazados con severas pérdidas. Esto permitió a los patriotas iniciar el sitio a Talcahuano.

- Sitio y asalto de Talcahuano (6 de diciembre de 1817)

- - Breve descripción del terreno: La península de Tumbes, con una superficie de 22 km², está unida al continente por un istmo de un kilómetro de ancho que presenta numerosos arenales y pantanos; en ese istmo comienzan las elevaciones montañosas cuyas alturas aumentan hacia el mar. La península presentaba dos caminos de acceso, uno por la bahía de Concepción y el otro por la costa de la bahía de San Vicente.

- - Dispositivo realista: Los realistas presentaban su posición escalonada en profundidad con dos líneas defensivas y un punto fuerte. Una primera línea se extendía desde el Cerro Morro hasta el Cerro San Vicente, presentando fuertes obras de fortificación desde donde la artillería podía cruzar sus fuegos con eficacia. Una segunda línea defensiva era la constituida por tres puntos fuertes con artillería en las alturas del Cerro El Peral, Cerro del Cura y alturas dominantes de Cerro El Morro. El punto fuerte lo constituían las obras defensivas del Cerro Centinela, cuya altura permitía dominar la zona.

1. Realistas: 1700 hombres y 70 piezas de artillería. Las naves de guerra contaban con 58 cañones.
2. Patriotas: 3.700 hombres y algunas lanchas cañoneras. No hay datos precisos sobre la artillería.

- - Breve síntesis de las operaciones: O'Higgins emplea dos agrupaciones para el ataque que dadas las características del terreno se transforma en una acción frontal. La Agrupación Conde (ataque secundario) tenía como objetivo el Castillo San Vicente en una acción conjunta por tierra y por la bahía de San Vicente. La Agrupación Las Heras (ataque principal) tenía como objetivo El Morro y Cerro del Cura. Ambas agrupaciones inician el ataque simultáneamente. Las Heras alcanza El Morro donde ve detenido su avance por el intenso fuego recibido y por la poca progresión del ataque secundario que pese a haber alcanzado las líneas de fortificación frente al Cerro San Vicente, es rechazado luego de sufrir grandes pérdidas. Ante la fortaleza de la posición enemiga, y el intenso fuego recibido, los patriotas se repliegan.

- - Consecuencias: Los realistas mantienen Talcahuano y disponen de una base de operaciones que habría de contribuir a su permanencia en suelo chileno. A ese efecto, el virrey Pezuela envía el 9 de diciembre de 1817 refuerzos al mando del general Mariano Osorio con 3.276 hombres, 10 cañones y 10 buques con la misión de bloquear el puerto de Valparaíso y avanzar contra el ejército patriota.

- Sorpresa de Cancha Rayada (19 de marzo de 1818)

- Batalla de Maipú (5 de abril de 1818)

## Repaso de los Andes
Las dificultades financieras del gobierno de Chile y su relativa seguridad garantizada por su flota naval, hicieron que la expedición al Perú quedara en suspenso. Ante el peligro de disolución del Ejército de los Andes, San Martín decidió hacerlo repasar la cordillera hacia Cuyo, expresándole al directorio de Buenos Aires respecto del gobierno de Chile:

Está visto que la conducta que observa este gobierno, es no hacer el menor esfuerzo para que se realice la tal decantada expedición al Perú, no digo de los 6000 hombres pedidos que ni aun de otro plan que podría realizarse con 3000. Todo objeto es que las Provincias Unidas costeen la expedición. Si se ha estacionar el Ejército de los Andes en Chile, es necesario que el gobierno argentino lo mantenga, pues de lo contrario, se disuelve. La armonía que creo necesaria á la felicidad de la América, me ha hecho guardar la mayor moderación, y no recurrir a medidas violentas que comprometiesen á ambos Estados. En atención á lo expuesto, es de necesidad repasar los Andes sin perder un solo momento.

Finalizada la campaña del sur de Chile, el Ejército de los Andes se concentró en Curimón al mando de Balcarce, desde donde San Martín viajó a Mendoza con la excusa de mediar en la guerra civil, prevenir un desembarco español en el Río de la Plata, y con la idea de presionar así a O´Higgins para realizar la expedición al Perú, dejándolo expuesto a ser depuesto sin las tropas de los Andes. Una vez aceptado por Pueyrredón, las primeras fuerzas que a principios de 1819 repasaron la cordillera fueron 50 cazadores a caballo y 50 artilleros, con 8 piezas de artillería y 500 fusiles. Le siguió una división de 1.253 hombres, quedando unos 2168 en Curimón. El 9 de abril de 1819 Pueyrredón autorizó a San Martín a dejar los otros 2.000 en Curimón al mando de Las Heras. El 15 de abril el gobierno le comunicó que con urgencia las fuerzas se dirigieran a Tucumán ante el peligro del avance realista desde el Alto Perú, pero San Martín amagó renunciar y se suspendió la orden. Poco después el gobierno de Chile acordó llevar adelante la expedición al Perú.

### Sublevación de los cazadores de los Andes
Resuelto San Martín a no tomar parte en la guerra civil, repasó la cordillera de los Andes enfermo, dejando en Cuyo una división del Ejército de los Andes al mando del coronel Rudecindo Alvarado, que alcanzaba a unos 2200 hombres. La fuerza inicial de 1.100 soldados había sido aumentada con reclutas cuyanos en previsión de participar contra una eventual invasión naval española al Río de la Plata, o servir en la expedición al Perú. El Batallón N.° 1 de Cazadores de los Andes comandado por el teniente coronel Severo García de Sequeira era una unidad de infantería ligera que tenía adscritas algunas compañías de cazadores-dragones, totalizando unas 1000 plazas, la mayoría de las cuales se hallaba en San Juan. En Mendoza se hallaban los cazadores montados y en San Luis el Regimiento de Granaderos a Caballo. Esta distribución de la división respondía a garantizar que la Provincia de Cuyo quedara libre de los enfrentamientos anarquistas que se producían en otras provincias.
El 9 de enero de 1820 se sublevó en la Ciudad de San Juan el Batallón N.° 1 de Cazadores de los Andes, encabezando la sublevación el capitán Mariano Mendizabal y los tenientes Morillo y Francisco Solano del Corro. Mendizabal se autonombró gobernador federal de San Juan, pero fue depuesto por Corro. Alvarado avanzó sobre San Juan, pero luego retrocedió, llamó de San Luis a los granaderos a caballo, y con ellos, el Regimiento de Cazadores a Caballo y algunos cazadores dragones del N.° 1, totalizando 1000 hombres, pasó a Chile a reincorporarse con San Martín. Poco después Mendoza y San Luis (siendo depuesto Dupuy) se convirtieron en provincias federales lo mismo que San Juan, desapareciendo la Provincia de Cuyo. Sequeira y otros oficiales del N.° 1, entre ellos: el mayor Lucio Salvadores, el capitán chileno Camilo Benavente y el capitán italiano Juan Bautista Bosso, fueron asesinados por una partida de Corro en Valle Fértil cuando se fugaron al ser enviados prisioneros a La Rioja.

## Acta de Rancagua
San Martín en distintas oportunidades se negó a obedecer las órdenes del Directorio para que retornara de Chile con el ejército y auxiliara al gobierno central amenazado por las fuerzas federales lideradas por Estanislao López de Santa Fe y Francisco Ramírez de Entre Ríos -ambos lugartenientes del general José Artigas y apoyados por el chileno José Miguel Carrera.
Finalmente luego de la batalla de Cepeda, ocurrida el 1 de febrero de 1820, las fuerzas federales derrotaron a las unitarias poniendo fin al Directorio y al Congreso, iniciándose el período conocido como Anarquía del Año XX.
La disolución del Gobierno nacional de las Provincias Unidas del Río de la Plata dejó al Ejército de los Andes sin un gobierno de quien depender, por lo que San Martín envió una nota a los jefes del Ejército de los Andes el 26 de marzo de 1820 expresándoles su renuncia:

"El congreso i director supremo de las Provincias Unidas no existen. De estas autoridades emanaba la mia de jeneral en jefe del ejército de los Andes, i de consiguiente, creo de mi deber i obligación el manifestarlo al cuerpo de oficiales, para que ellos por sí i bajo su espontánea voluntad, nombren un jeneral en jefe que deba mandarlos i dirijirlos, i salvar por este medio los riesgos que amenazan a la libertad de América. Me atrevo a afirmar que ésta se consolidará, no obstante las críticas circunstancias en que nos hallamos, si conserva, como no lo dudo, las virtudes que hasta aquí lo han distinguido (...)"

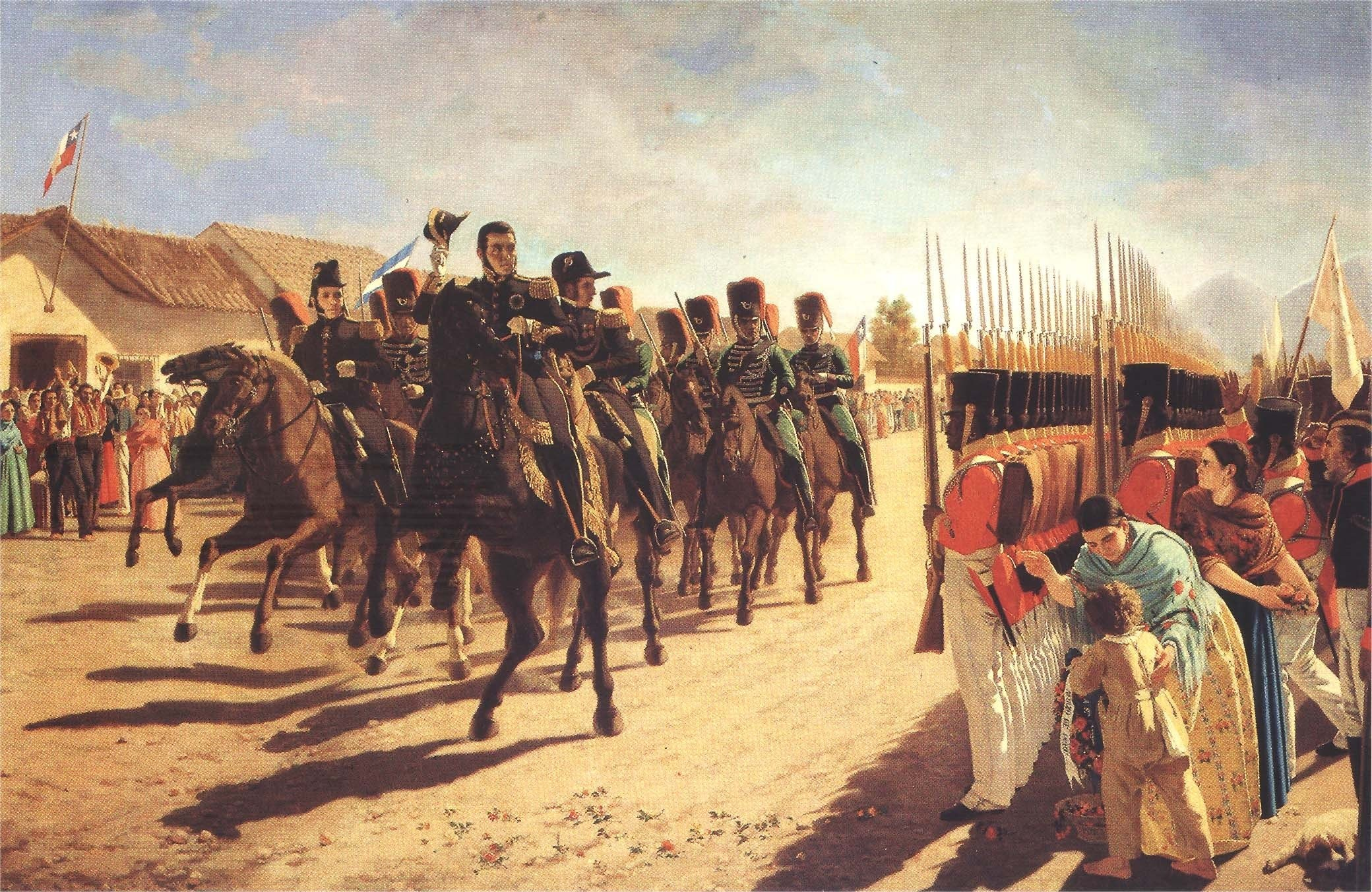
José de San Martín pasando revista en Rancagua a las tropas que debían hacer la campaña de Perú. (Revista de Rancagua, obra de Juan Manuel Blanes, 1872).

Lo que San Martín buscaba era que sus hombres legitimaran sus reiteradas desobediencias al poder central. Pocas semanas antes de su derrota en Cepeda, el director supremo José Rondeau, reemplazante de Pueyrredon, también lo había conminado a regresar a Buenos Aires para oponerse a las fuerzas federales; también fue llamado para conducir la resistencia contra una probable flota que zarparía de España para reconquistar sus colonias; no faltaron tampoco los emisarios que lo reclamaron para sofocar la revuelta popular que provocaría el proyecto de Pueyrredón y Valentín Gómez de coronar en el Río de la Plata a un príncipe con el apoyo de Francia.
Los jefes se reunieron el 2 de abril en la ciudad de Rancagua y labraron un acta ratificando la jefatura de San Martín y la pertenencia del ejército al pueblo argentino aunque hubiera desaparecido el Gobierno nacional:

"(...) después a la votación de los señores oficiales, que unánimemente convinieron en lo mismo; quedando, de consiguiente, sentado como base i principio que la autoridad que recibió el señor jeneral para hacer la guerra a los españoles i adelantar la felicidad del pais no ha caducado ni puede caducar, porque su oríjen, que es la salud del pueblo, es inmudable (...)"
Acta de Rancagua

Como esa legitimación de su autoridad, San Martín emprendió la expedición al Perú comandando el Ejército de los Andes y las fuerzas de Chile.

## Ejército Unido

Bandera de la Expedición Libertadora del Perú.

El Ejército Unido Libertador de Chile fue una agrupación militar formada tras la batalla de Chacabuco por las unidades del "Ejército de los Andes" más las formaciones chilenas que se le incorporaron. El "Ejército Unido" fue comandado por San Martín y combatió en las batallas de Cancha Rayada y Maipú.
Después de la victoria de Maipú San Martín reorganizó nuevamente las unidades del "Ejército de los Andes" con nuevas unidades chilenas para conformar la posterior Expedición Libertadora del Perú. Al nuevo cuerpo se incorporó un estandarte con los colores de la actual bandera de Chile con tres estrellas que simbolizaban a los tres países involucrados (Argentina, Chile y Perú) cuya representación hoy se conserva en el Museo Nacional de Antropología, Arqueología e Historia del Perú, Lima.

## División de los Andes
A principios de 1822 San Martín decidió disminuir el número de planas mayores de los cuerpos para obtener un ahorro, disponiendo que los Cazadores a Caballo se incorporaran a los Granaderos a Caballo; y fusionó los batallones N.º 7 y 8 para crear el Regimiento Río de la Plata.
En septiembre de 1822, San Martín renunció y el Congreso del Perú nombró al general Rudecindo Alvarado como comandante en jefe de los ejércitos del Perú. Los comandantes de los cuerpos argentinos, amparándose en el Acta de Rancagua, decidieron tener un comandante propio: Enrique Martínez quedó al mando de la a partir de entonces denominada División de los Andes. El 25 de mayo de 1823, Martínez dotó de una bandera propia al Regimiento Río de la Plata, la cual fue llevada a Buenos Aires en 1826 por Tomás Guido.

## Dependencia de la provincia de Buenos Aires
En 1823 el Gobierno peruano del presidente José de la Riva Agüero emitió un decreto expresando:

Que habiendo dejado de existir el Gobierno general de la República Argentina, el Ejército de los Andes no era el que se nombraba y debía mudar su escarapela.

La pretensión de Riva Agüero de incorporar la División de los Andes al Ejército del Perú fue rechazada por el jefe de la misma, coronel mayor Enrique Martínez, quien respondió:

Que aun cuando el Gobierno de la República Argentina había
desaparecido, existía la Nación y, por lo tanto, el ejército le pertenecía, pues el Gobierno del Perú por el paso que había dado, le hacía concebir que para nada los necesitaba, y sí pedía que, de los 400.000 pesos que se adeudaban a aquél ejército, se le diese lo preciso para fletar buques y prepararlos para regresar a la República Argentina.

Martínez pidió la protección del Gobierno de la Provincia de Buenos Aires, lo cual fue aceptado por Bernardino Rivadavia y comunicado al Perú el 5 de agosto de 1823:

Buenos Ay. 5 de Ag.t de 1823;

El Gobierno del Estado de Buenos Ayres tiene el honor de dirigirse al Exmo. Presidente de la Republica del Perú p.a anunciarle que, autorizado por la H. Sala de Represent.s, ha tomado bajo su dirección é inmediata dependencia á la división denominada de los Andes, que hoy auxilia al Perú, con la calidad de por ahora y hta. el restablecimiento del Gob.no gral de estas Prov.as. El Gob.no en esta posición se halla nuevamente complacido, por q.e tiene la esperanza, de que la subordinación y moralidad de la división corresponderá, como hasta aquí, á la confianza que le dispensa aquél Gobierno, á quien el de Buenos Ay.s se hace un honor de saludar respetuosamente.
Bernar. Rivadavia. Exmo. Sor. Presid. de la Rep. del Perú.

El Gobierno peruano depuso su actitud y solicitó la permanencia de la división, la cual permaneció en el Perú.

## Motín del Callao
El 5 de febrero de 1824 algunos sargentos rioplatenses convencidos por el coronel español José María Casariego, que estaba recluido en sus prisiones, sublevaron la guarnición del Callao en el Perú, compuesta por el Regimiento de Infantería del Río de la Plata, el Batallón N.° 11 de los Andes, el Batallón N.° 4 de Chile, la Brigada de Artillería peruana del Callao y la Brigada de Artillería Volante del Perú, conformando en total unos 2.000 hombres que se pasaron a los realistas, enarbolando el pabellón español y entregando las fortalezas del Real Felipe del Callao. Parte del Regimiento de Granaderos a Caballo se plegó a la sublevación (Sublevación de los granaderos a caballo). Este hecho significó la disolución del Ejército de los Andes.
Sin embargo, permanecieron con el ejército de Simón Bolívar unos 122 granaderos a caballo argentinos con los que Mariano Necochea formó un escuadrón que participó en las batallas de Junín y de Ayacucho. En 1824 el general Cirilo Correa reemplazó a Martínez en la jefatura y se dispuso el regreso a la Argentina. El 19 de febrero de 1826 llegaron a Buenos Aires finalizando la campaña.